# Rocky Mountain High
Rocky Mountain High ist ein Folk-Rock-Song von John Denver und Mike Taylor. Er erschien im September 1972 auf Denvers gleichnamigem Album.

## Geschichte

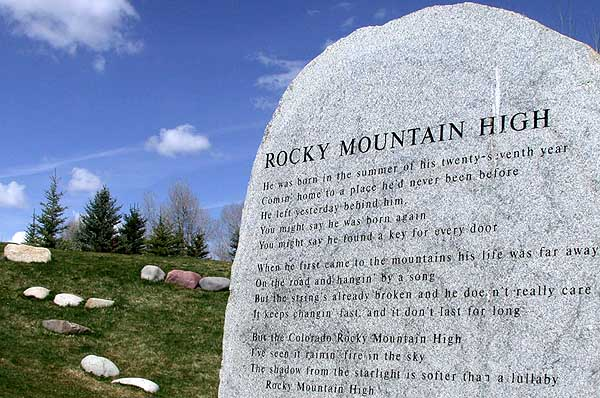
Der Text von Rocky Mountain High auf dem Gedenkstein

John Denver, der 1969 nach Aspen in die Rocky Mountains gezogen war und dort zeit seines Lebens einen Wohnsitz behielt, schrieb den Titel als Hommage an das Leben in den Bergen. Am 30. Oktober 1972 wurde das Stück als Single herausgegeben. Der Song erreichte Platz neun der US-Single-Charts und Platz 8 der kanadischen RPM-Top-Single-Charts. Das Stück wird auch häufig von Country-Radiostationen gespielt.
1985 fiel das Lied dem Parents Music Resource Center zum Opfer, welches fälschlicherweise annahm, das „high“ stünde für Drogenkonsum, weshalb viele Radio-Stationen es monatelang nicht mehr spielten, bevor Denver aufklärte, dass die Textzeile Friends around the campfire and everybody’s high keinen Drogenbezug darstellen solle. Allerdings wurde die Zeile nachträglich von einem Gedenkstein, auf dem der komplette Text des Liedes zu lesen ist, entfernt. Das veranlasste den Bruder des 1997 tödlich verunglückten Sängers, Ron Deutschendorf, zu folgender Aussage in der Aspen Times:

“My brother didn’t write it that way, and he never sang it that way. He’d be pissed like I’m pissed. It’s just not right.”

„Mein Bruder schrieb es nicht auf diese Weise, und er sang es nie auf diese Weise. Er wäre sauer, so wie ich sauer bin. Es ist einfach nicht richtig.“

2007 entschied das Parlament des US-Bundesstaates Colorado, den Song neben Where the Columbines Grow als zweite Staatshymne zu verwenden.
Der Song wurde als Filmmusik in Final Destination und Dumm und Dümmer verwendet.